# Tengo 17 años (álbum de Rocío Dúrcal)
Tengo 17 Años es el segundo álbum de estudio de la cantante y actriz española Rocío Dúrcal, lanzado en el año 1964 por la filial española del sello discográfico Philips Records. El nombre de este álbum salió de su película protagonizada en ese mismo año, dirigida por José María Forqué.
En la realización de este proyecto musical fueron tomados los temas musicales interpretados por la cantante española en la película, quien además incluyó la canción "Puedo" de la película ¡¡Arriba Las Mujeres!! dirigida por Julio Salvador. En ese mismo año, la intérprete española lanzó en formato (EP) dos ediciones con temas de villancicos para la película, titulados Villancicos de Rocío y Villancicos con Rocío Dúrcal en la cual la primera edición contó con 3 canciones extraídas del álbum y 1 canción inédita, y la segunda edición contó con 2 canciones extraídas del álbum y 2 canciones inéditas. Para las ediciones (EP) se contó con la participación especial del guitarrista español Paco de Lucía junto a un grupo flamenco, no reseñado y un conjunto de música típica española junto a un coro infantil o escolanía que tampoco fueron acreditados. 

## Lista de temas
|     | Título                                        | Autor(es)                                                | Duración |
| --- | --------------------------------------------- | -------------------------------------------------------- | -------- |
| 1.  | Tengo 17 Años                                 | A. Waitzman / E. Liovet / J. Armiñán / J. Ma. Forqué     | 3:00     |
| 2.  | Mañana Por La Mañana                          | Moraleda / E. Liovet / J. Armiñán / J. Ma. Forqué        | 3:45     |
| 3.  | Natalia                                       | A. Waitzman / E. Liovet / J. Armiñán / J. Ma. Forqué     | 2:23     |
| 4.  | Colores                                       | Augusto Algueró / E. Liovet / J. Armiñán / J. Ma. Forqué | 2:10     |
| 5.  | La Pastora Catarina                           | Tradicional español                                      | 2:47     |
| 6.  | Camino De Belén                               | J.R. Boeta / L. Ortiz Muñoz / S. Ruiz De Luna            | 3:03     |
| 7.  | Canto Para Ti (La Chica Del Trébol)           | Anton G. Pérez                                           | 3:14     |
| 8.  | Puedo (De la película ¡¡Arriba Las Mujeres!!) | Antonio Guijarro / Augusto Algueró                       | 2:26     |
| 9.  | Cuando Llegue El Fin Del Mundo                | Antonio Guijarro / Augusto Algueró                       | 2:17     |
| 10. | Si Un Chico Fuera Yo                          | Günter Loese / H. Buchholz / C. Mapel                    | 2:27     |
| 11. | Alegría En Belén                              | J.R. Boeta / L. Ortiz Muñoz / S. Ruiz De Luna            | 2:22     |
| 12. | Dime Tu Que Quieres                           | T. Dallara / P. Príncipe / C. Mapel                      | 1:53     |

## Ediciones EP
- Villancicos de Rocío

|    | Título                                                               | Autor(es)                                     | Duración |
| -- | -------------------------------------------------------------------- | --------------------------------------------- | -------- |
| 1. | Alegría En Belén (Con Paco de Lucía En La Guitarra Y Grupo Flamenco) | J.R. Boeta / L. Ortiz Muñoz / S. Ruiz De Luna | 2:22     |
| 2. | La Pastora Catarina (Con Acompañamiento Típico Y Escolanía)          | Tradicional                                   | 2:47     |
| 3. | Chiquirritin (Con Acompañamiento Típico Y Escolanía)                 | Tradicional                                   | 2:24     |
| 4. | Camino De Belén (Con Paco de Lucía En La Guitarra Y Grupo Flamenco)  | J.R. Boeta / L. Ortiz Muñoz / S. Ruiz De Luna | 3:03     |

- Villancicos con Rocío Dúrcal

|    | Título                                                               | Autor(es)                                           | Duración |
| -- | -------------------------------------------------------------------- | --------------------------------------------------- | -------- |
| 1. | Pastorcito ¿Dónde Vives?                                             | J.M. Gomar                                          | 3:07     |
| 2. | Alegría En Belén (Con Paco de Lucía En La Guitarra Y Grupo Flamenco) | J.R. Boeta / L. Ortiz Muñoz / Salvador Ruiz De Luna | 2:22     |
| 3. | Joticas Al Maño                                                      | Tradicional                                         | 2:15     |
| 4. | L'angel Als Pastors                                                  | Tradicional                                         | 2:41     |